# سقا

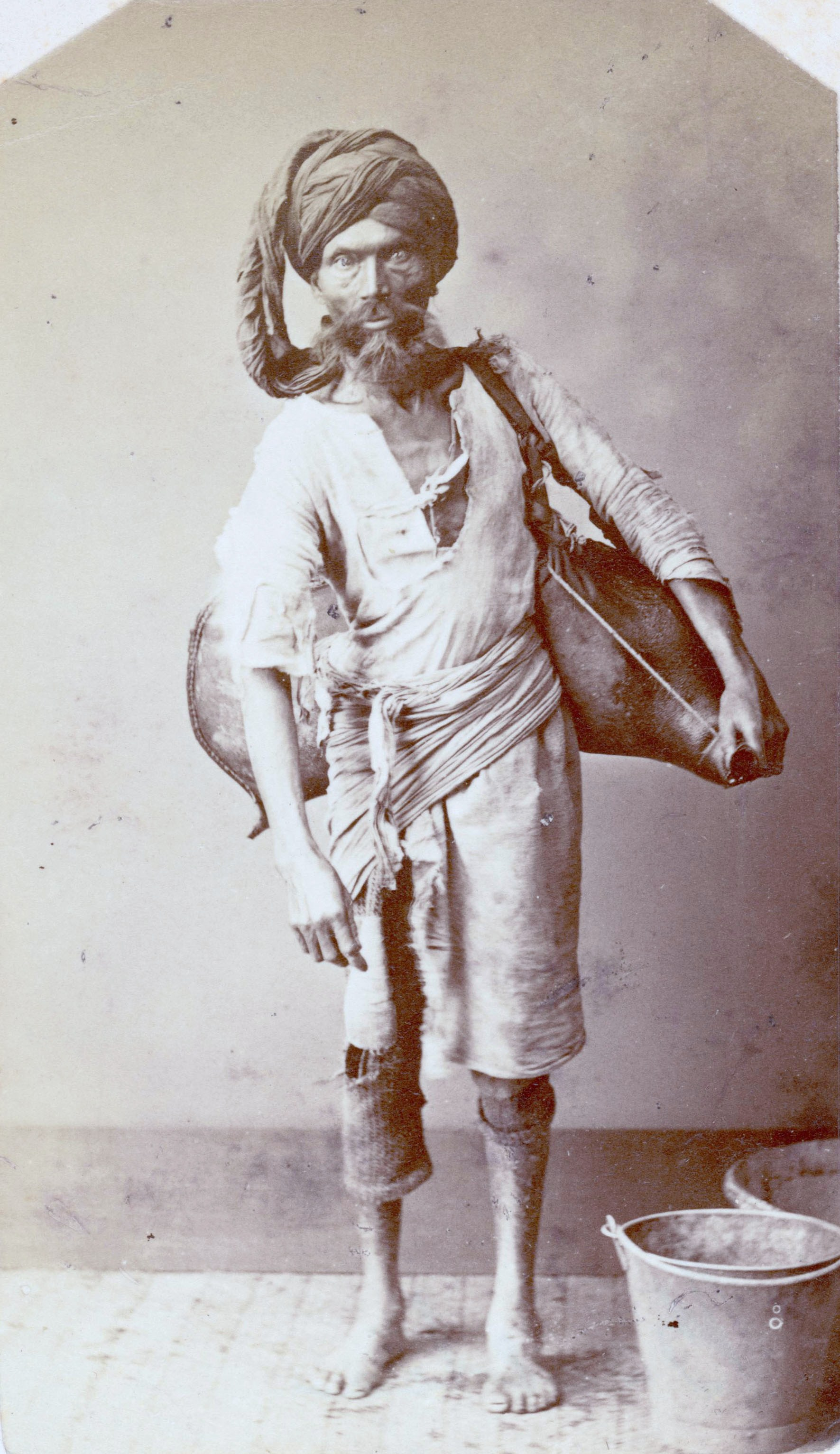
یک سقا در هند

سقا به فروشندگان آب گفته می‌شد و حرفه‌ای بود که قبل از ظهور سیستم‌های آب‌رسانی وجود داشت. سقاها آب را از یک منبع مانند (رودخانه، یا چاه آبی، یا حتی پمپ‌های آب و منابع آب دیگر) توسط ظروفشان جمع‌آوری کرده و آن را به شهر و خانه‌های مردم حمل می‌کرد. پس از ساخت شبکه‌های لوله‌ای، این حرفه غیرضروری شده و از بین رفت.

## نگارخانه

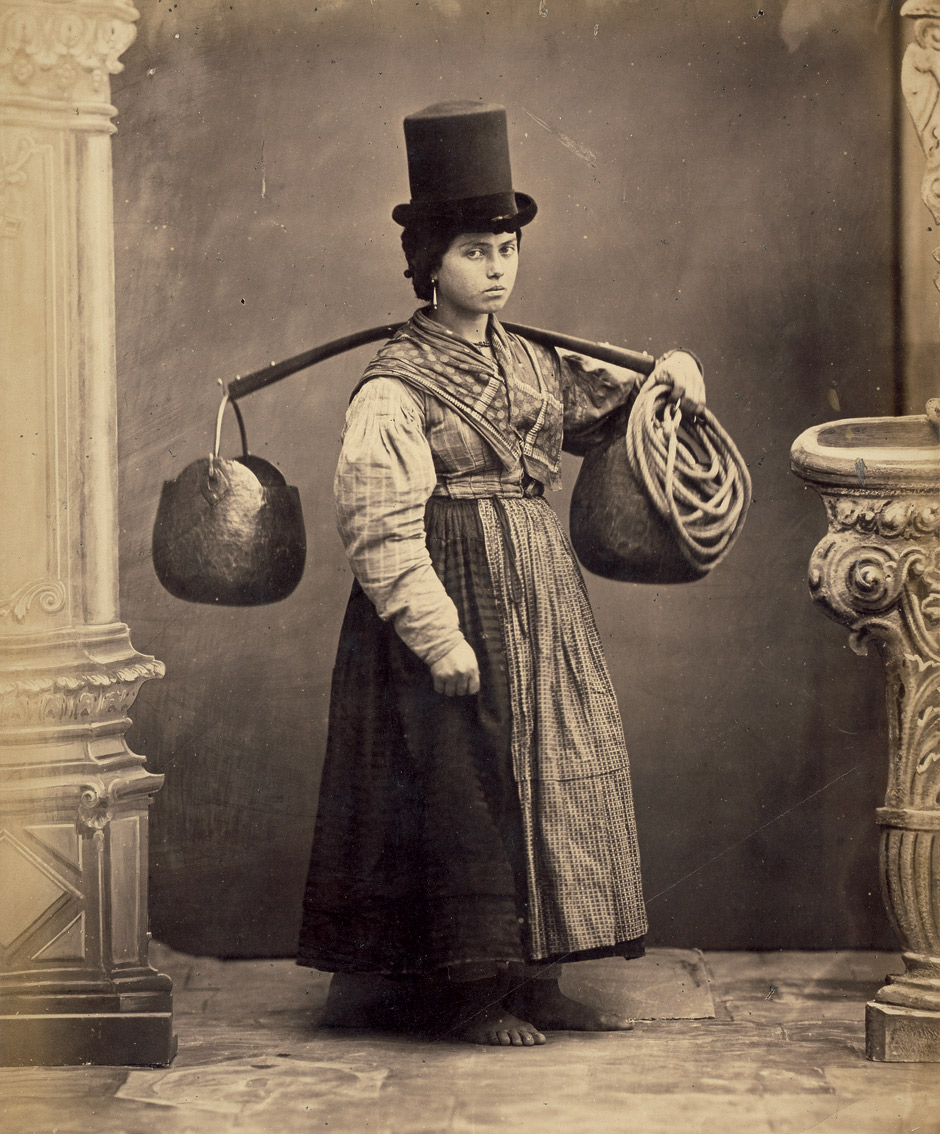
سقا در ونیز، حدود قرن ۱۹
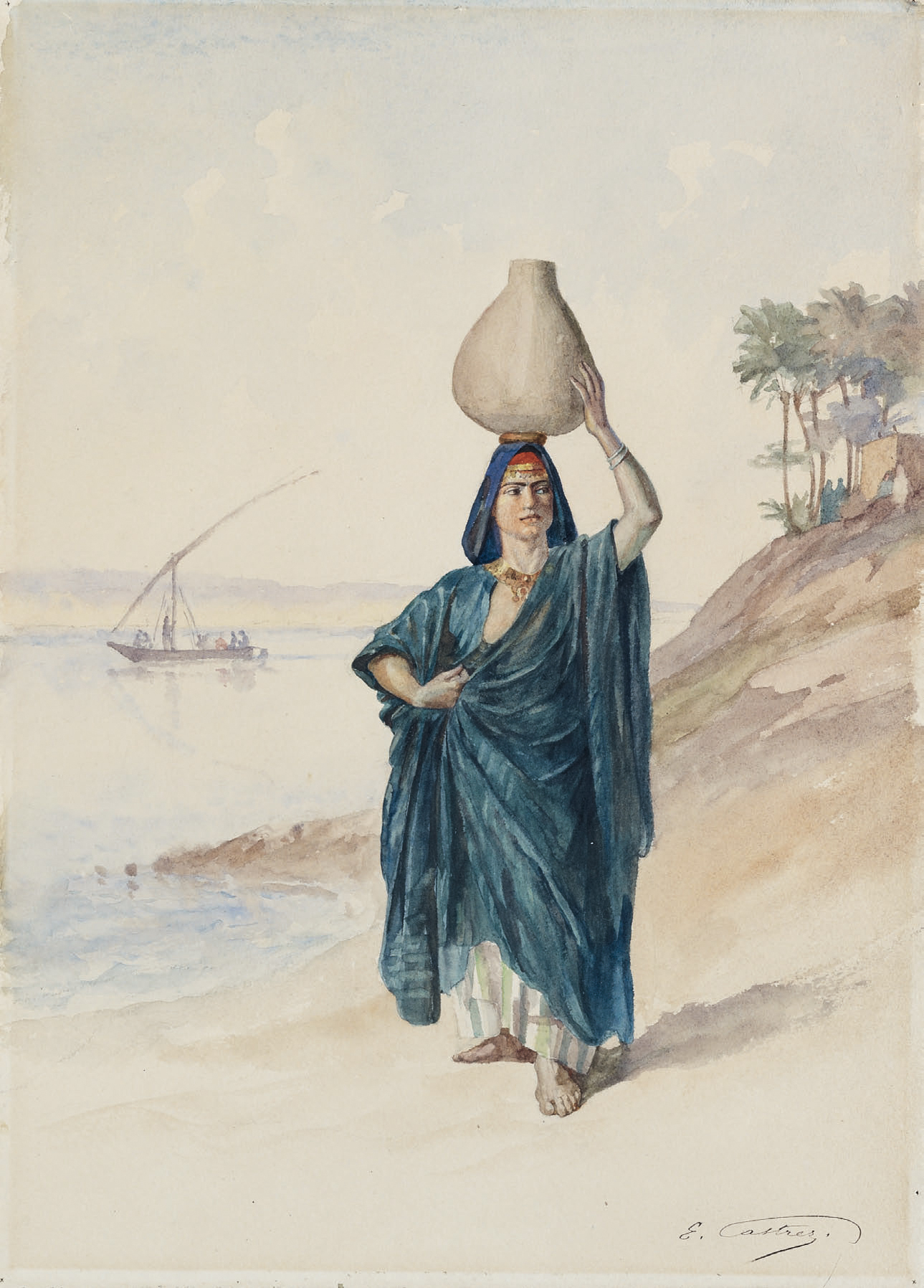
سقا در حاشیه رودخانه نیل، اوایل قرن ۲۰
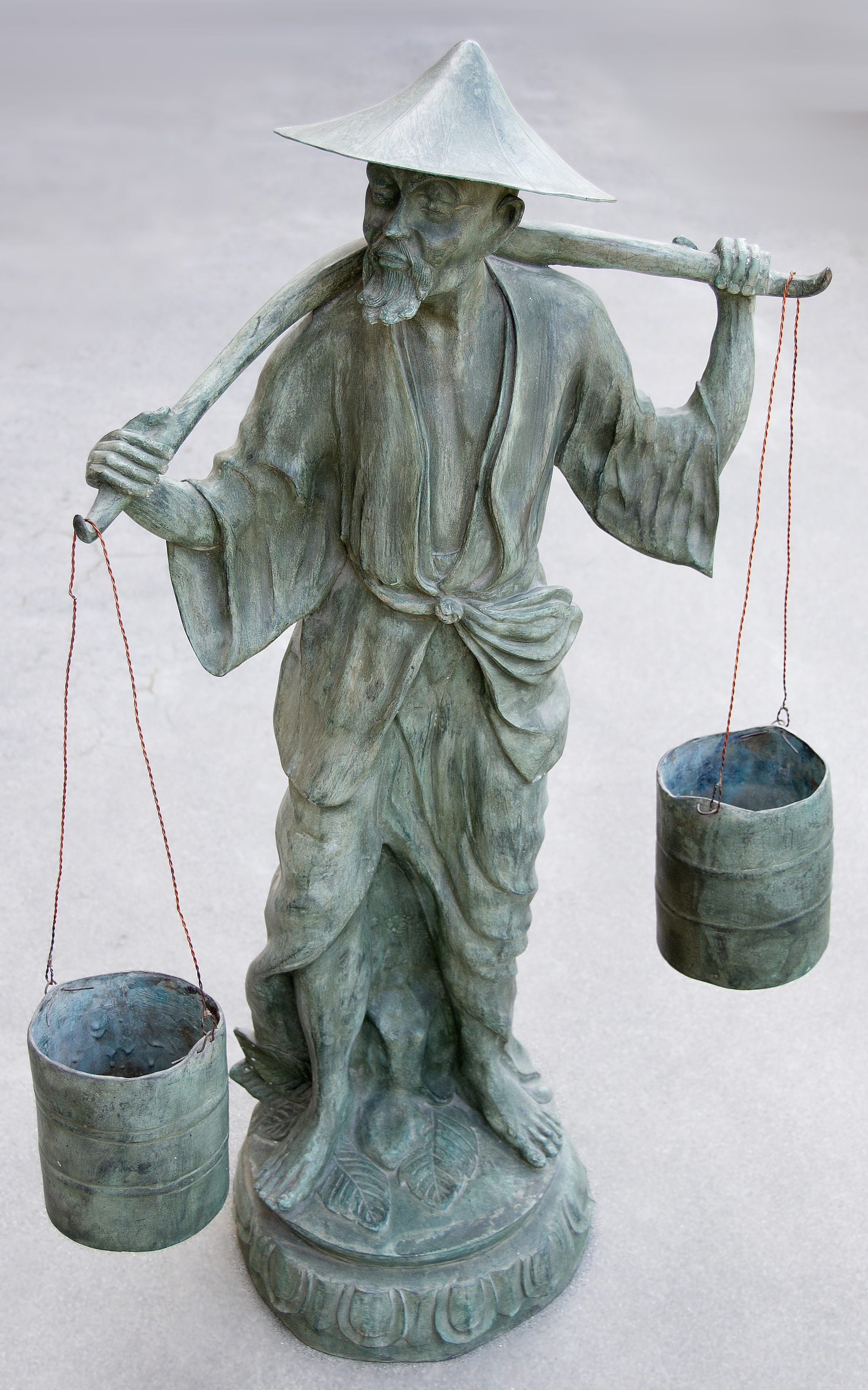
مجسمه یک سقا در چین